# Hydraena camerocontrasta
Hydraena camerocontrasta (лат.) — вид жуков-водобродок рода Hydraena из подсемейства Hydraeninae. Название состоит из имени места обнаружения (Камерун) и слова contrasta, обозначающего признак контрастных размеров парамер: правый очень удлинённый, левый мелкий.

## Распространение
Встречаются в Камеруне (Экваториальная Африка).

## Описание
Жуки-водобродки мелкого размера (менее 2 мм), удлинённой формы. Коричневато-чёрные. Отличается от других представителей рода в Камеруне сочетанием светло-коричневого наличника, контрастирующего с тёмно-коричневым; лицо неглубоко вогнутое между срединной областью и глазом, и строением гениталий самцов (имеют контрастные размеры парамер: правый очень удлинённый, левый мелкий). Взрослые жуки, предположительно, как и близкие виды, растительноядные, личинки плотоядные.

## Классификация
Вид был впервые описан в 2022 году американским энтомологом Philip Don Perkins (Department of Entomology, Museum of Comparative Zoology, Гарвардский университет, Кембридж, США) по типовым материалам из Камеруна.